# ギーベルシュタット
ギーベルシュタット (ドイツ語: Giebelstadt) はドイツ連邦共和国バイエルン州ウンターフランケン地方のヴュルツブルク郡に属す市場町で、同名の行政共同体の本部所在地である。

## 地理

### 自治体の構成
この町は、公式には10の地区 (Ort) からなる。このうち小集落や孤立農場などを除く集落を以下に列記する。
- アラースハイム
- エスフェルト
- オイアーハウゼン
- ギーベルシュタット
- ヘルヒスハイム
- インゴルシュタット・イム・ウンターフランケン
- ズルツドルフ

クリングホルツはエスフェルト地区の一部としてこの町に含まれる。

## 歴史
ギーベルシュタットは1792年以降プロイセン領のアンスバッハ侯領（ガイヤー伯の後継）とツォーベル男爵領に領主権が分割されていた。どちらも1806年にトスカーナ大公フェルディナンド3世が創設したヴュルツブルク大公国に編入されたが、1814年にバイエルン王国領となった。バイエルンの行政改革の時代、1818年の市町村令によって現在の自治体が成立した。
遅くとも18世紀以降にはユダヤ人家族が定住しており、1799年にはシナゴーグが建設された。この建物は1938年11月の排斥運動で突撃隊によって破壊され、1944年に撤去された。この事件を記念するプレートが町役場の中庭に設けられている。
フロッセンビュルク強制収容所の収容者達が1944年にこの町の町域内に飛行場を造った。ここには戦闘部隊が配備された。

### 人口推移
- 1970年 3,886人
- 1987年 3,642人
- 2000年 4,454人

## 行政
2002年までギーベルシュタットの町長はCSUのクラインフェルトが務めていた。この年の町長選挙では有力な対立候補がおらず Unabhängigen Wählergemeinschaft (UWG) のパウル・メルクラインが就任したことから様相が変わった。その後、何年間も町政は激しいアジテーションの応酬の場となった。その後新たに設立された政党 (Bürgerbündnis Giebelstadt) は町長候補に旧UWG議員のヘルムート・クレーマーを選んだ。2008年の町議会選挙ではドント方式と名簿制度をうまく利用したこの政党が勝利し、これによってそれまでの町長は廃された。

### 町議会
ギーベルシュタットの町議会は、町長を含めて17議席からなる。

### 紋章
青地に、金の角を持つ銀の雄羊の頭部。

## 経済と社会資本

### 交通
この町には空港がある。この空港は離陸重量 14tまで使用できる郡内最大の飛行場である。この空港は郡内に拠点を置く企業が頻繁に利用している。
ギーベルシュタットは連邦道B19号線沿いにある。

### 公共機関
2000年7月1日からアメリカ陸軍第12飛行部隊と第69対空防衛隊（パトリオットミサイル）がギーベルシュタットに駐留していた。米軍の撤退後、飛行場の使用は停止されている。この土地は2006年12月31日にドイツ連邦共和国に返還され、売りに出された。ギーベルシュタット住民の強い反対運動によって、ここに地方空港を建設する計画は棚上げにされた。
ドイツ連邦軍もクリングホルツに空軍保健学校を置いている。

## 人物

### 出身者
- フロリアン・ガイヤー（1490年 - 1525年）騎士、外交官

## 引用
1. ↑  https://www.statistikdaten.bayern.de/genesis/online?operation=result&code=12411-003r&leerzeilen=false&language=de Genesis-Online-Datenbank des Bayerischen Landesamtes für Statistik Tabelle 12411-003r Fortschreibung des Bevölkerungsstandes: Gemeinden, Stichtag (Einwohnerzahlen auf Grundlage des Zensus 2011)
2. ↑  Bayerische Landesbibliothek Online
3. ↑  Gedenkstätten für die Opfer des Nationalsozialismus. Eine Dokumentation, Band 1. Bundeszentrale für politische Bildung, Bonn 1995, ISBN 3-89331-208-0, S. 143